# Эрландссон, Ингемар
Ингемар Эрландссон (швед. Ingemar Erlandsson; 16 ноября 1957, Glimåkra, Кристианстад — 9 августа 2022) — шведский футболист, играл на позиции защитника в «Мальмё» и в национальной сборной Швеции. Двукратный чемпион Швеции.

## Клубная карьера
Во взрослом футболе дебютировал в 1976 году выступлениями за команду клуба «Мальмё», цвета которого защищал на протяжении всей своей карьеры, длившейся двенадцать лет. Большую часть времени, проведённого в составе «Мальмё», был основным защитником команды. В её составе дважды становился чемпионом Швеции, четыре раза выигрывал Кубок страны.

## Выступления за сборную
В 1978 году дебютировал в официальных матчах в составе национальной сборной Швеции. В течение карьеры в национальной команде, которая длилась 8 лет, провёл в форме главной команды страны 69 матчей, забив 2 гола.
В составе сборной был участником чемпионата мира 1978 года в Аргентине.
Умер 9 августа 2022 года.

## Достижения

### Мальмё
- Чемпион Швеции (2): 1977, 1986
- Обладатель Кубка Швеции (4): 1978, 1980, 1984, 1986